# Sugar Bowl
Sugar Bowl i Placer County, nordvästra Kalifornien i USA. Området ligger 74 km väster om staden Reno och är en populär skidort med många avancerade pister.